# Малипьеро, Риккардо
Риккардо Малипьеро (итал. Riccardo Malipiero; 1914—2003) — итальянский композитор, пианист и педагог. Племянник композитора Джана Франческо Малипьеро.

## Биография
Родился в музыкальной семье (отец — известный виолончелист Риккардо Малипьеро-старший). Окончил Миланскую консерваторию по классу фортепиано в 1932 году, композиторский факультет Туринской консерватории — в 1937. В последующие несколько лет (1937—1939) совершенствовал мастерство под началом своего дяди Джана Франческо Малипьеро в Венеции. Заинтересовался додекафонией уже в конце 1930-х годов, что вылилось в написание задействовавшей додекафонную технику оперы «Простодушная Минни» на собственное либретто по мотивам одноимённой драмы Массимо Бонтемпелли. Премьера состоялась в Королевском театре Пармы в 1942 году. С 1945 года стал писать строго серийную музыку, при этом, однако, стоя на позициях свободы самовыражения. В 1949 году выступил в качестве главного организатора и одного из вдохновителей «Первого международного конгресса додекафонной музыки» в Милане (вместе с Луиджи Даллапикколой, Бруно Мадерной, Камилло Тоньи и др.). В 1969 году представлял Италию на международной конференции ЮНЕСКО в Москве, а также был назначен на должность директора Музыкального лицея в Варесе (работал там до 1984 года).

## Очерк творчества
Малипьеро отказался от авторства всех своих ранних сочинений, написанных до 1938 года, как и от большинства написанного до 1945 года (в их числе серия камерных и фортепианных работ под общим названием «Музыка», 1938—1941). Сохранившиеся партитуры наглядно демонстрируют в них сильное влияние как Джана Франческо Малипьеро, так и неоклассицизма Казеллы и Стравинского.
Начиная с оперы «Простодушная Минни», с её атональным языком, отходом от традиции веризма и формальной структурой, по своей логике следующей инструментальной музыке, в качестве образца для подражания и центра притяжения был обозначен Луиджи Даллапиккола, с которым Малипьеро связывала многолетняя дружба. Додекафонные работы Малипьеро (например, «Маленький концерт», 1945 и «Священная кантата», 1947) лиричны и экспрессивны по своему характеру. В опере-буффа «Женщина изменчива» (1957) композитор пришёл к своеобразному додекафонному комизму с использованием «шпрехгезанга» (букв. нем. «речепение»), сохранявшего воспринимаемость текста на слух. Малипьеро также принадлежит одна из первых попыток создания додекафонного педагогического репертуара: в 1949 году вы этих целях им были написаны строго додекафонные «Инвенции» (с многочисленными аллюзиями на инвенции Баха).
В последующих камерных сочинениях Малипьеро обратился к исследованию тембра (тенденция, обозначенная уже в ряде ранних работ). Своей кульминации этот пласт его творчества достиг в третьей симфонии «Никтегерсия» (1962), написанной не без влияния экспериментов авангарда 1960-х, а также в «Концерте для фортепианного трио с оркестром» (1971). В дальнейшем Малипьеро вернулся к более традиционному письму. Так, его «Реквием» (1975) памяти Даллапикколы (использующий в том числе и музыку самого Даллапикколы) вновь подчёркнуто лиричен и выразителен. Работы 1980-х (например, «Одиночество», 1989) отмечены певучестью и эмоциональной насыщенностью. Последние десятилетия своей жизни Малипьеро писал в основном для голоса, чему была и биографическая подоплёка (в 1988 году после смерти своей первой жены Малипьеро сочетался браком с американской сопрано Викторией Шнайдер)
Композитор, музыкальный критик (регулярно печатался начиная с 1945 года), лектор, педагог (преподавал и за рубежом, в частности в Буэнос-Айресе в аспирантуре Высшей школе музыки в 1963 году и приглашался для чтения лекций в Университет Мэриленда в 1969 году) и организатор Малипьеро был, наряду с Даллапикколой, одним из первых и наиболее значительных апологетов додекафонии в Италии. С годами обогащая свой язык новыми достижениями современной музыки, он тем не менее всегда оставался вне какой-либо определённой школы или направления.
Малипьеро написан ряд книг, в числе которых монографии о Бахе, Дебюсси (включая отдельную книгу о «Пеллеасе и Мелизанде»), Равеле, а также популярное введение в додекафонию (1961).

## Избранные сочинения
- «Простодушная Минни» (опера по одноимённому произведению Массимо Бонтемпелли, 1942)
- Инвенции (1949), для фортепиано
- Симфония № 1 (1949)
- Концерт для скрипки с оркестром (1952)
- «Женщина изменчива» (опера-буффа по одноимённому произведению Массимо Бонтемпелли, 1957)
- Симфония № 3 «Никтегерсия» (1962)
- Чакона Давида, для альта и фортепиано (1970)
- Концерт для фортепианного трио с оркестром (1971)
- «Зимний квинтет», для кларнета и струнного квартета (1976)
- «Песни», для альта с оркестром (1978)
- Реквием памяти Даллапикколы (1975)
- «Одиночество», для сопрано с оркестром (1989)
- Квинтет, для сопрано и струнного квартета (1994)